# Jaworzynka (Beskid Niski)
Jaworzynka (też: Jaworzynka Regietowska, 869 m n.p.m.) - szczyt w Beskidzie Niskim.
Leży w dość długim i wąskim ramieniu górskim, odgałęziającym się od głównego grzbietu Karpat w rejonie szczytu Obycz (788 m n.p.m.) i schodzącym w kierunku północno-zachodnim, w widły Ropy i Zdyni. Szczyt Jaworzynki znajduje się ok. 2,2 km na północny zachód od szczytu Obycza i ok. 1,9 km na południowy wschód od szczytu Koziego Żebra. Stoki strome, mocno rozczłonkowane dolinkami potoków.
Całość masywu Jaworzynki porośnięta jest lasem, zarosły już również niewielkie polany podszczytowe, wspominane w dawniejszych przewodnikach turystycznych. Na szczyt nie wiedzie żaden znakowany szlak turystyczny, w związku z czym jest on rzadko odwiedzany.